# الصينيون في الإمارات العربية المتحدة

هناك ما يقرب من 210.000 صيني في دولة الإمارات العربية المتحدة اعتبارًا من عام 2022، منهم 150.000 في دبي. أغلبهم من رجال الأعمال والتجار الذين يديرون مئات المحلات التجارية للسلع في جميع أنحاء الإمارات. تتمتع الثقافة الصينية في الإمارات بحضور كبيرحيث أن هناك العديد من المطاعم الصينية في دبي.
ومما يعزز التواصل الحضاري والإنساني بين البلدين اهتمام الطلاب الإماراتيين بتعلم اللغة الصينية حيث تم إطلاق مشروع " تدريس اللغة الصينية في مائتي مدرسة"، في دولة الإمارات في عام 2019 ، وقد احتضن 71 ألف طالب وطالبة في 171 مدرسة في شتى إمارات الدولة،مما يعزز التواصل الحضاري والإنساني بين البلدين.